# Annie M.G. Schmidtprijs

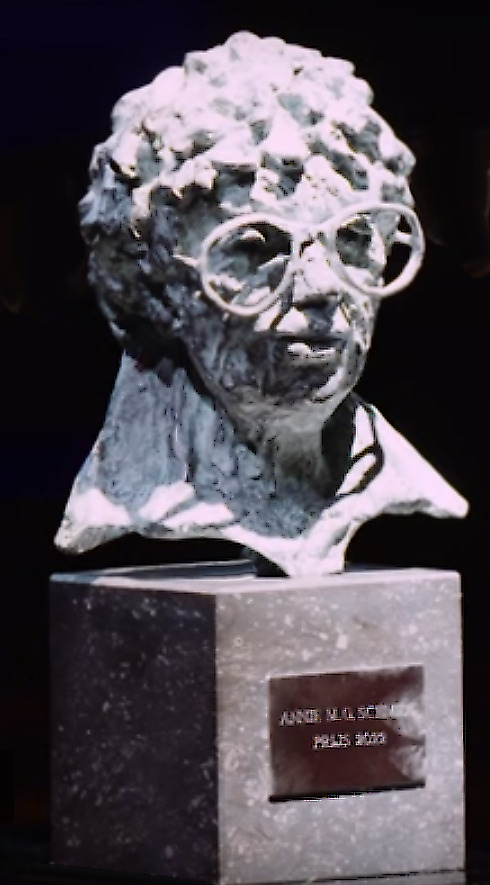
Annie M.G. Schmidt-prijs

Der Annie M.G. Schmidtprijs ist eine niederländische Auszeichnung für das beste kabarettistische Lied, das in der vergangenen Spielzeit in einem niederländischen Theater dargebracht wurde. Der Preis wurde benannt nach Dichterin und Schriftstellerin Annie M.G. Schmidt.
Der Preis wird seit 1991 vergeben durch die Stichting Buma Cultuur (ehem. Conamus) und dem Amsterdams Kleinkunst Festival. Er gilt als Nachfolger des Louis Davids-prijs. Ab 2016 wurde mit sechs Nominierungen ein neues Format gewählt. Die Absicht besteht darin möglichst viele gute Kabarettlieder vorzustellen und so die Position des niederländischsprachigen Kabaretts zu stärken.
Der Preis besteht aus einer Bronzebüste von Annie M.G. Schmidt, gestaltet vom niederländischen Bildhauer Frank Rosen.

## Liste der Gewinner
- 2023: Alex Klaasen (Text), Peter van de Witte (Musik) – 152W96TH street
- 2022: Flip Noorman – Ze Weten Wie Je Bent[3] (de: Sie wissen, wer du bist)
- 2021: Joost Spijkers (Gesang), Peer Wittenbols (Text), Arend Niks und Andreas Suntrop (Musik) – Welkom thuis
- 2020: Christine de Boer und Yentl Schieman (Yentl und de Boer) – Het is begonnen (de: Es hat begonnen)
- 2019: Alex Klaasen, Jurrian van Dongen (Text), Peter van de Witte (Musik) – Gewoon Opnieuw (de: Nur noch einmal)
- 2018: Patrick Nederkoorn, Jan Beuving (Text) und Tom Dicke (Musik) – Die Geur (de: Dieser Geruch)
- 2017: Wende Snijders – Voor alles, basierend auf ein Gedicht von Joost Zwagerman
- 2016: Kiki Schippers und Rolf Verbaant – Er spoelen mensen aan (de: Menschen werden an Land gespült)
- 2015: Jan Rot – Stel dat het zou kunnen (de: Nehmen wir einmal an...)
- 2014: Christine de Boer und Yentl Schieman (Yentl und de Boer) – Ik heb een man gekend (de: Ich habe einen Mann gekannt)
- 2013: Gerard van Maasakkers, Peer Wittenbols und Mike Roelofs – Mijn kind (de: Mein Kind)
- 2012: Jan Beuving, Nico Brandsen und Angela Groothuizen – Vinkeveen
- 2011: Egbert Derix und Gerard van Maasakkers – Zomaar Onverwacht (de: einfach unerwartet)
- 2010: Brigitte Kaandorp und Theo Nijland – Lente (de: Feder)
- 2009: Arthur Japin, Martijn Breebaart und Sara Kroos – Nachtkaravaan (de: Nacht-Wohnwagen)
- 2008: Dorine Wiersma – Stoute Heleen (de: Freche Helene)
- 2007: Wende Snijders – De wereld beweegt (de: Die Welt bewegt sich)
- 2006: Daniël Lohues – Annelie
- 2005: Jeroen van Merwijk – Dat vinden jongens leuk (de: Jungs mögen das)
- 2004: Freek de Jonge (Musik: Robert Jan Stips) – Vergeet mij niet (de: Vergiss mich nicht)
- 2003: Lenette van Dongen und Erik de Jong (Spinvis) – Voor ik vergeet  (de: Bevor ich vergesse)
- 2002: Jeroen Zijlstra – Durgerdam slaapt (de: Durgerdam schläft)
- 2001: Erik van Muiswinkel und Diederik van Vleuten – Tibetlied  (de: Tibet-Lied)
- 2000: Maarten van Roozendaal – Red mij niet (de: Rette mich nicht)
- 1999: Alex Roeka – Noem ’t geen liefde (de: Nennen Sie es nicht Liebe)
- 1998: Kees Torn – Streepjescode (de: Barcode)
- 1997: Jurrian van Dongen, Martin van Dijk, Jenny Arean und Lucretia van der Vloot – Halleluja, Amen
- 1996: Jan Boerstoel, Marnix Busstra und Karin Bloemen – Geen kind meer (de: Keine Kinder mehr)
- 1995: The Shooting Party (Theo Nijland, Coen van Vrijberghe de Coningh, Han Oldigs) – Kaal  (de: kahl)
- 1994: Bram Vermeulen – Een doodgewone jongen (de: Ein ganz normaler Junge)
- 1993: –
- 1992: Jan Boerstoel, Martin van Dijk und Jenny Arean – Iemand moet het doen (de: Jemand muss es tun)
- 1991: Harrie Jekkers und Koos Meinderts – Terug bij af (de: Wieder bei Null anfangen)